# Ruben Gommers
Ruben Gommers (* 29. September 1998 in Wuustwezel) ist ein belgischer BMX-Rennfahrer.

## Sportlicher Werdegang
Gommers stammt aus Wuustwezel im Norden Belgiens. Nachdem er 2015 und 2016 (bei den Junioren) sowie 2017 (in der Elite) bereits auf dem Podium der Landesmeisterschaften gewesen war, wurde er 2018 erstmals belgischer Meister. Drei weitere Titel kamen von 2020 bis 2022 hinzu.
International trat Gommers ab 2018 fast jedes Jahr in den BMX-Rennsport-Europameisterschaften und -Weltmeisterschaften an, konnte dort aber noch nicht das Finale erreichen; sein bestes Resultat in diesen Wettbewerben war ein 12. Platz bei der EM 2023. Im UCI-BMX-Racing-Weltcup war sein bestes Ergebnis ein 10. Platz in Sakarya 2023. Seine besten internationalen Ergebnisse hatte er im Europacup, wo er ab 2022 konsistent gute Ergebnisse erzielte; 2023 gewann er fünf der zwölf Läufe und siegte in der Gesamtwertung. Beim olympischen BMX-Rennen 2024 schied er durch einen Sturz im Hoffnungslauf aus und wurde 19. der Gesamtwertung.

## Erfolge
2018
 Belgischer Meister
2020
 Belgischer Meister
2021
 Belgischer Meister
2022
 Belgischer Meister
2023
Gesamtwertung und fünf Europacup-Siege
2024
zwei Europacup-Siege